# Crypsiptya viettalis
Crypsiptya viettalis là một loài bướm đêm trong họ Crambidae.